# Portunustemplet
Portunustemplet (italienska: Tempio di Portuno) är ett antikt pseudoperipteralt tempel, beläget på Forum Boarium i Rom. Dess ursprung dateras till 80–70 f.Kr.
Portunustemplet, som tidigare felaktigt benämndes Fortuna Virilis-templet, är uppfört åt Portunus, den romerska hamnguden. Templet är beläget nära Tibern och Cloaca Maximas utlopp. Dess väggar är av vulkanisk tuffsten och de joniska kolonnerna av travertin. Byggnaden var ursprungligen klädd med stuck för att ge intryck av marmor.
Templet är välbevarat, eftersom det gjordes om till kyrka på 800-talet, under namnet Santa Maria Egiziaca (Sankta Maria från Egypten). I början av 1930-talet återställdes det till sitt ursprungliga skick. Templet är stängt för allmänheten.

## Bilder

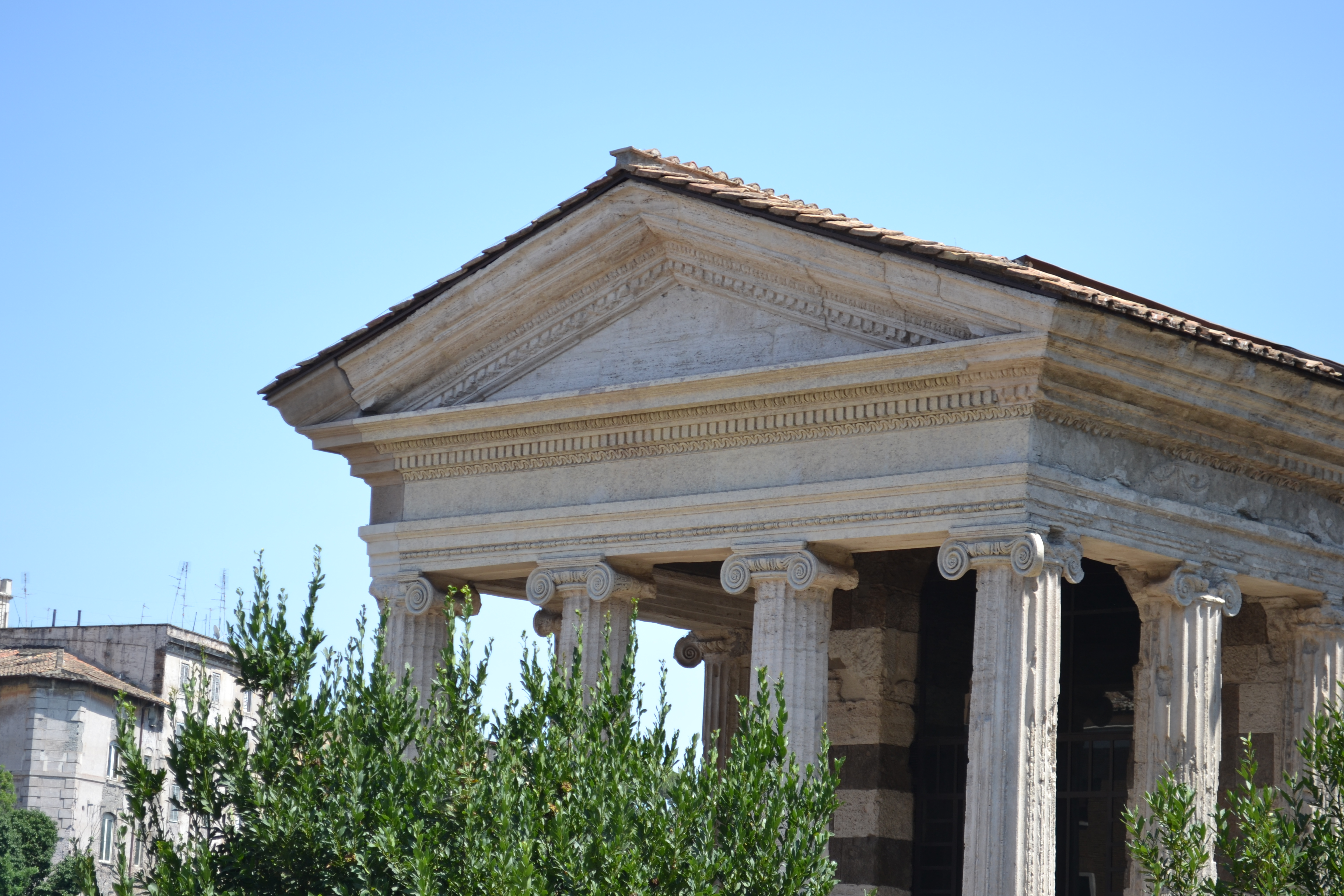
Portunustemplets fronton och kapitäl.
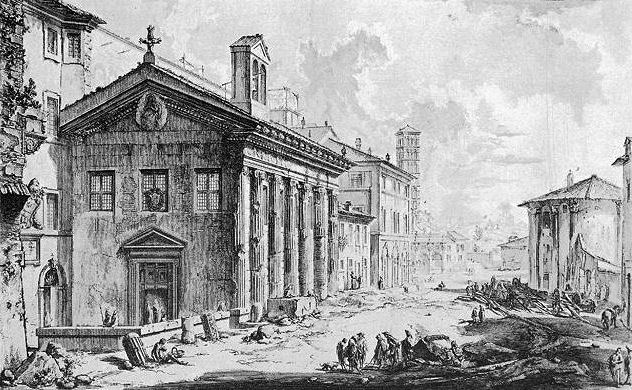
Santa Maria Egiziaca. Gravyr av Giovanni Battista Piranesi.
Schematisk plan.